# Championnat de Pologne de football 2009-2010
Navigation
Édition précédente Édition suivante
La saison 2009-2010 du championnat de Pologne de football est la 84e saison de l'histoire de la compétition, la 76e sous l'appellation « Ekstraklasa ». Le premier championnat dans la hiérarchie du football polonais oppose seize clubs en une série de trente rencontres, disputés selon le système aller-retour où les différentes équipes s'affrontent deux fois par phase. La saison commence le vendredi 31 juillet 2009 et prend fin le samedi 15 mai 2010, soit deux semaines plus tôt que la saison précédente à cause de la Coupe du monde 2010.
Les trois premières places de ce championnat sont qualificatives pour les compétitions européennes que sont la Ligue des Champions et la Ligue Europa. Une quatrième place est attribuée au vainqueur de la coupe nationale.
Cette saison, seulement deux clubs, le Korona Kielce et le Zagłębie Lubin, ont été promus. Ils remplacent le ŁKS Łódź, relégué administrativement, et le Górnik Zabrze, bon dernier l'année précédente.
Le Wisła Cracovie a mis son titre en jeu pour la deuxième fois consécutive, et la douzième de son histoire.

## Les clubs participants

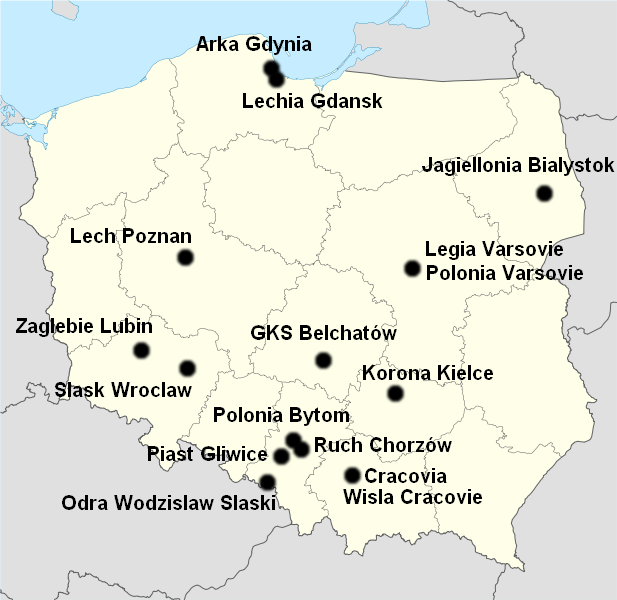
Localisation des clubs engagés dans le championnat.

### Dernière montée
| Club                  | Dernière montée | Club             | Dernière montée |
| --------------------- | --------------- | ---------------- | --------------- |
| Legia Varsovie        | 1948            | Polonia Bytom    | 2007            |
| Wisła Cracovie        | 1995            | Lechia Gdańsk    | 2008            |
| Odra Wodzisław Śląski | 1996            | Śląsk Wrocław    | 2008            |
| Lech Poznań           | 2002            | Piast Gliwice    | 2008            |
| KS Cracovia           | 2004            | Arka Gdynia      | 2008            |
| GKS Bełchatów         | 2005            | Polonia Varsovie | 2008            |
| Ruch Chorzów          | 2007            | Zagłębie Lubin   | 2009            |
| Jagiellonia Białystok | 2007            | Korona Kielce    | 2009            |

### Présentation
| Club                  | Ville            | Stade                       | Capacité | Saison 2008-2009  |
| --------------------- | ---------------- | --------------------------- | -------- | ----------------- |
| Arka Gdynia           | Gdynia           | Stade GOSiR                 | 12,000   | 14e d'Ekstraklasa |
| GKS Bełchatów         | Bełchatów        | Stadion GKS                 | 6,870    | 5e d'Ekstraklasa  |
| Jagiellonia Białystok | Białystok        | Stade Municipal             | 10,000   | 9e d'Ekstraklasa  |
| Korona Kielce         | Kielce           | Stade Miejski               | 15,550   | 3e de I Liga      |
| KS Cracovia           | Cracovie         | Stadion Ludowy (Sosnowiec), | 7,500    | 15e d'Ekstraklasa |
| Lech Poznań           | Poznań           | Stade Municipal,            | 18,200   | 3e d'Ekstraklasa  |
| Lechia Gdańsk         | Gdańsk           | Stadion Lechii              | 12,244   | 12e d'Ekstraklasa |
| Legia Varsovie        | Varsovie         | Stade Wojska Polskiego      | 13,628   | 2e d'Ekstraklasa  |
| Odra Wodzisław Śląski | Wodzisław Śląski | Stadion Aleja               | 6,620    | 13e d'Ekstraklasa |
| Piast Gliwice         | Gliwice          | Stadion Piast               | 6,000    | 11e d'Ekstraklasa |
| Polonia Bytom         | Bytom            | Edwarda Szymkowiaka         | 7,000    | 8e d'Ekstraklasa  |
| Polonia Varsovie      | Varsovie         | Stade Polonii               | 5,970    | 4e d'Ekstraklasa  |
| Ruch Chorzów          | Chorzów          | Stadion Ruchu               | 10,000   | 10e d'Ekstraklasa |
| Sląsk Wrocław         | Wrocław          | Stade de Maślice            | 8,346    | 6e d'Ekstraklasa  |
| Wisła Cracovie        | Cracovie         | Stadion Ludowy (Sosnowiec), | 7,500    | 1er d'Ekstraklasa |
| Zagłębie Lubin        | Lubin            | Dialog Arena                | 16,300   | 2e de I Liga      |

## Compétition

### Pré-saison

#### Problèmes de licences
En raison de décisions en suspens concernant la présence ou non de plusieurs clubs dans l'élite, la composition complète du championnat ainsi que son calendrier officiel n'ont pu être dévoilés à la date habituelle. En effet, le ŁKS Łódź et le Widzew Łódź ont dû attendre plusieurs semaines avant de connaître la division dans laquelle ils allaient jouer.
Vers le milieu du mois de juillet, plusieurs annonces ont été faites. Le ŁKS Łódź, qui attendait une licence pour la nouvelle saison, ne l'a finalement pas reçue pour des raisons financières. Le club rival, le Widzew, n'a lui pas vu sa montée officialisée par la Fédération. À la suite de ces décisions, le KS Cracovia se voit donc attribuer une place en première division. Les barrages sont également annulés, ce qui permet à l'Arka Gdynia de rester en Ekstraklasa.

#### Le mercato
Comme à son habitude, le mercato polonais est assez calme, les clubs ne recrutant que peu de joueurs. Côté "gros transferts", on peut noter les arrivées de Łukasz Garguła au Wisła Cracovie ou de Marcin Mięciel (VfL Bochum) au Legia Varsovie, mais aussi le départ de Rafał Murawski (Lech Poznań) au Rubin Kazan.

### Les clubs polonais qualifiés en Coupe d'Europe

#### Ligue des Champions
Le Wisła Cracovie est opposé au Levadia Tallinn, le champion d'Estonie, les 14 et 22 juillet 2009. Lors du match aller disputé à Sosnowiec, le Wisła est allé chercher dans les arrêts de jeu de la deuxième mi-temps le match nul, alors qu'il était mené un but à zéro. Au retour, alors qu'il devait inscrire au moins un but, Cracovie ne parvient pas à trouver le chemin des filets, et s'incline même en fin de match. Après seulement un tour, le Wisła Cracovie est donc éliminé de toutes compétitions européennes.

#### Ligue Europa
Le Polonia Varsovie, tête de série lors du premier tour, affronte le Budućnost Podgorica, club monténégrin. Le 2 juillet, à l'extérieur, le Polonia s'impose sur le score de deux buts à zéro, grâce à Kozioł et Jodłowiec. Le match retour, qui a eu lieu le 9 juillet, n'a pas eu d'incidence sur le résultat final, le Polonia ne s'inclinant que d'un but (0-1). Il affronte donc au tour suivant l'AC Juvenes/Dogana, vainqueur de la coupe saint-marinaise, toujours en qualité de tête de série. À l'aller, le Polonia s'impose un but à zéro sur le terrain de son adversaire. Le match retour, qui s'est tenu le 23 juillet, s'est terminé également sur une victoire, mais cette fois-ci beaucoup plus importante (4-0). Le Polonia joue au 3e tour le NAC Breda (Pays-Bas), vainqueur du Gandzasar Kapan (6-0 et 2-0). Défait dans la capitale un but à zéro, le Polonia sombre au match retour (défaite 3-1).
Le Legia Varsovie affronte quant à lui l'Olimpi Rustavi. Le 16 juillet, le Legia entre parfaitement dans la compétition, en s'imposant trois buts à zéro. Au retour, il affirme encore plus sa domination avec un nouveau succès (1-0). Il affronte au tour suivant Brøndby, les 30 juillet et 6 août. Après avoir tenu le match nul (1-1) au Danemark, le Legia Varsovie concède également le nul chez lui (2-2), mais est éliminé à cause de la règle des buts marqués à l'extérieur.
Le Lech Poznań est lui opposé au Fredrikstad FK. Au match aller en Norvège, Poznań l'emporte très largement six buts à un, et sa courte défaite (2-1) au match retour n'a donc aucune conséquence sur l'issue de la double confrontation. Seul club polonais qualifié pour les barrages, le Lech doit attendre les arrêts de jeu de la seconde mi-temps pour remporter son match l'opposant au Club Bruges, tête de série et troisième du dernier championnat belge. Au match retour, Poznań tient son avantage jusqu'à la 79e minute de jeu, et doit affronter l'épreuve des tirs au but. Après le premier échec d'Ivan Đurđević, c'est Hernán Rengifo qui manque son tir au but. Les joueurs du club belge ayant tous transformé le leur, le dernier représentant polonais dit donc adieu à la compétition.

#### Bilan
| Parcours des clubs en Coupe d'Europe |                  |          |
| Compétition                          | Club             | Stade    |
| Ligue des Champions                  | Wisła Cracovie   | 2e tour  |
| Ligue Europa                         | Lech Poznań      | Barrages |
| Ligue Europa                         | Legia Varsovie   | 3e tour  |
| Ligue Europa                         | Polonia Varsovie | 3e tour  |

### Moments forts de la saison
Après trois premières journées riches offensivement, où pas moins de soixante-quatorze buts ont été inscrits (soit plus de trois buts par match), le championnat reprend un rythme plus calme. Le 29 août, le Wisła Cracovie obtient une cinquième victoire consécutive après un succès contre le Jagiellonia Białystok, qui est aussi le neuvième de suite en championnat sur les deux saisons, et creuse déjà l'écart sur ses principaux concurrents. Au tiers du championnat, le Wisła est toujours en tête, suivi de loin par le surprenant Ruch Chorzów et le Legia Varsovie. Le Polonia Bytom, confirmant sa bonne saison de l'année dernière, se place au pied du podium. Derrière, le Zagłębie Lubin, promu, est déjà en difficulté pour la lutte au maintien. Le Jagiellonia Białystok continue lui sa marche en avant, malgré ses dix points de pénalité infligés en début de saison.
Lors de la dix-neuvième journée, le Wisła chute une nouvelle fois à domicile, et permet pour la première fois à son dauphin, le Legia Varsovie, de passer en tête. Contre l'Odra Wodzisław Śląski, pourtant bon dernier, le Legia s'incline chez lui un but à zéro, alors qu'il n'avait jusque-là jamais perdu chez lui. Une semaine et un mauvais résultat plus tard, les entraîneurs des deux clubs, Jan Urban et Maciej Skorża, sont limogés et remplacés respectivement par Stefan Białas et Henryk Kasperczak.
Après la mort du président Lech Kaczyński, de plusieurs de ses collaborateurs et du personnel de bord lors du crash aérien du 10 avril 2010 à proximité de la base aérienne de Smolensk, la société Ekstraklasa SA décide immédiatement d'annuler la vingt-quatrième journée de première division, qui avait déjà commencé la veille,, imitant les autres organismes sportifs polonais. Les matches de la vingt-cinquième journée initialement prévus le 17 avril, jour des obsèques à Smolensk, sont aussi repoussés aux dimanche et lundi prochains.
- 29e journée : En trois minutes, le Lech Poznań passe en tête au classement, profitant de l'égalisation du KS Cracovia et prenant l'avantage lors du temps additionnel contre le Ruch Chorzów grâce à Sergueï Krivets. Victorieux après vingt-et-un ans de disette à Chorzów[9], Poznań met fin à vingt-six journées de "leadership" du Wisla.
- 30e journée : Pour cette dernière journée capitale dans la désignation du futur champion, la chaîne de télévision Canal+ décide pour la première fois en Pologne de retransmettre un match en 3D, moins de quatre mois après la première expérience du genre en Angleterre[10]. Le match choisi est celui opposant le Wisła Cracovie à l'Odra Wodzisław Slaski[10].

### Classement
| Rang | Équipe                        | Pts | J  | G  | N  | P  | Bp | Bc | Diff |
| ---- | ----------------------------- | --- | -- | -- | -- | -- | -- | -- | ---- |
| 1    | Lech Poznań                   | 65  | 30 | 19 | 8  | 3  | 51 | 20 | +31  |
| 2    | Wisła Cracovie (T)            | 62  | 30 | 19 | 5  | 6  | 48 | 20 | +28  |
| 3    | Ruch Chorzów                  | 53  | 30 | 16 | 5  | 9  | 40 | 30 | +10  |
| 4    | Legia Varsovie                | 52  | 30 | 15 | 7  | 8  | 36 | 22 | +14  |
| 5    | GKS Bełchatów                 | 48  | 30 | 13 | 9  | 8  | 37 | 27 | +10  |
| 6    | Korona Kielce (P)             | 37  | 30 | 9  | 10 | 11 | 35 | 41 | -6   |
| 7    | Polonia Bytom                 | 37  | 30 | 9  | 10 | 11 | 29 | 31 | -2   |
| 8    | Lechia Gdańsk                 | 37  | 30 | 9  | 10 | 11 | 30 | 32 | -2   |
| 9    | Śląsk Wrocław                 | 36  | 30 | 8  | 12 | 10 | 32 | 33 | -1   |
| 10   | Zagłębie Lubin (P)            | 35  | 30 | 8  | 11 | 11 | 30 | 38 | -8   |
| 11   | Jagiellonia Białystok -10 (C) | 34  | 30 | 11 | 11 | 8  | 29 | 27 | +2   |
| 12   | KS Cracovia                   | 34  | 30 | 9  | 7  | 14 | 25 | 39 | -14  |
| 13   | Polonia Varsovie              | 33  | 30 | 9  | 6  | 15 | 25 | 38 | -13  |
| 14   | Arka Gdynia                   | 28  | 30 | 7  | 7  | 16 | 28 | 39 | -11  |
| 15   | Odra Wodzisław Śląski         | 27  | 30 | 7  | 6  | 17 | 27 | 45 | -18  |
| 16   | Piast Gliwice                 | 27  | 30 | 7  | 6  | 17 | 30 | 50 | -20  |

| Légende : Qualifications et relégations | Légende : Qualifications et relégations                                          |
| --------------------------------------- | -------------------------------------------------------------------------------- |
|                                         | Ligue des Champions 2010-2011 (Deuxième tour de qualification) : 1er             |
|                                         | Ligue Europa 2010-2011 (Troisième tour de qualification) : Vainqueur de la Coupe |
|                                         | Ligue Europa 2010-2011 (Deuxième tour de qualification) : 2e                     |
|                                         | Ligue Europa 2010-2011 (Premier tour de qualification) : 3e                      |
|                                         | Relégation en I Liga : 15e et 16e                                                |
|                                         | (T) : Tenant du titre (C) : Vainqueur de la Coupe de Pologne (P) : Promu         |

### Tableau des rencontres par équipe
Mis à jour le 15 mai 2010.
| Clubs | Clubs                 | WIS | LEG | LEC | POL | BEL | SLA | BYT | JAG | RUC | GLI | GDA | ODR | ARK | CRA | ZAG | KOR |
| 1.    | Wisła Cracovie        |     | 0-1 | 0-0 | 2-1 | 3-0 | 1-0 | 1-1 | 2-1 | 2-0 | 2-1 | 3-0 | 1-1 | 0-1 | 0-1 | 1-0 | 0-1 |
| 2.    | Legia Varsovie        | 0-3 |     | 2-0 | 1-1 | 2-2 | 1-1 | 1-0 | 2-1 | 2-0 | 3-0 | 2-0 | 0-1 | 1-0 | 0-0 | 4-0 | 5-2 |
| 3.    | Lech Poznań           | 1-0 | 1-0 |     | 2-4 | 2-2 | 1-0 | 3-0 | 2-0 | 3-1 | 1-1 | 2-1 | 1-0 | 2-0 | 3-1 | 2-0 | 2-0 |
| 4.    | Polonia Varsovie      | 0-1 | 1-0 | 0-3 |     | 0-0 | 3-2 | 1-0 | 2-0 | 1-1 | 0-2 | 0-1 | 2-1 | 2-1 | 0-1 | 0-1 | 1-1 |
| 5.    | GKS Bełchatów         | 1-0 | 0-1 | 1-1 | 3-0 |     | 2-0 | 2-2 | 1-1 | 2-1 | 0-1 | 2-1 | 3-0 | 1-0 | 3-0 | 1-3 | 1-0 |
| 6.    | Śląsk Wrocław         | 1-3 | 0-0 | 0-3 | 1-0 | 0-0 |     | 2-1 | 1-2 | 0-0 | 2-1 | 1-2 | 4-0 | 2-1 | 2-0 | 2-0 | 1-1 |
| 7.    | Polonia Bytom         | 1-3 | 1-0 | 1-1 | 1-0 | 1-0 | 0-0 |     | 1-1 | 0-1 | 4-0 | 1-1 | 1-1 | 3-1 | 1-2 | 2-1 | 1-0 |
| 8.    | Jagiellonia Białystok | 0-0 | 2-0 | 2-3 | 1-0 | 2-1 | 2-0 | 0-0 |     | 1-0 | 2-0 | 0-0 | 2-1 | 2-1 | 0-0 | 0-0 | 2-0 |
| 9.    | Ruch Chorzów          | 1-3 | 1-0 | 1-2 | 2-0 | 1-0 | 0-0 | 2-1 | 5-2 |     | 2-0 | 1-0 | 3-2 | 1-0 | 2-0 | 0-2 | 0-0 |
| 10.   | Piast Gliwice         | 1-4 | 1-1 | 1-3 | 0-2 | 1-2 | 2-2 | 1-0 | 0-0 | 1-2 |     | 0-2 | 2-1 | 2-2 | 0-1 | 4-1 | 1-0 |
| 11.   | Lechia Gdańsk         | 0-1 | 2-3 | 0-0 | 1-1 | 0-2 | 1-1 | 0-0 | 2-0 | 1-1 | 0-1 |     | 0-2 | 2-1 | 1-0 | 1-0 | 1-1 |
| 12.   | Odra Wodzisław Śląski | 1-3 | 1-0 | 0-0 | 2-1 | 2-3 | 2-4 | 0-1 | 2-2 | 1-3 | 2-0 | 0-0 |     | 2-1 | 1-0 | 1-2 | 0-2 |
| 13.   | Arka Gdynia           | 0-1 | 0-1 | 1-1 | 0-0 | 2-1 | 1-1 | 2-2 | 0-0 | 0-3 | 2-1 | 1-2 | 2-0 |     | 2-0 | 0-2 | 1-2 |
| 14.   | KS Cracovia           | 1-1 | 1-2 | 1-0 | 1-2 | 0-1 | 1-0 | 1-2 | 0-1 | 1-4 | 3-2 | 2-6 | 1-0 | 1-1 |     | 1-1 | 3-0 |
| 15.   | Zagłębie Lubin        | 1-4 | 0-0 | 0-1 | 2-0 | 1-1 | 1-1 | 2-0 | 0-0 | 0-1 | 1-1 | 2-2 | 2-1 | 0-2 | 0-0 |     | 2-2 |
| 16.   | Korona Kielce         | 2-3 | 0-1 | 0-5 | 4-0 | 1-1 | 1-1 | 1-0 | 1-0 | 3-0 | 3-2 | 1-0 | 1-1 | 1-2 | 1-1 | 3-3 |     |

| Légende | Légende             | Légende | Légende   | Légende | Légende            | Légende | Légende           |
| ------- | ------------------- | ------- | --------- | ------- | ------------------ | ------- | ----------------- |
| 3-0     | Victoire à domicile | 0-0     | Match nul | 0-1     | Défaite à domicile |         | Prochaine journée |

### Bilan de la saison
| Tableau d'Honneur |                       |
| Compétition       | Vainqueur             |
| Ekstraklasa       | Lech Poznań           |
| Coupe de Pologne  | Jagiellonia Białystok |

| Promotions et relégations |                       |
| Relégués en I Liga        | Odra Wodzisław Śląski |
| Relégués en I Liga        | Piast Gliwice         |
| Promus de I Liga          | Widzew Łódź           |
| Promus de I Liga          | Górnik Zabrze         |

| Qualifications européennes 2010-2011 |                       |
| Ligue des Champions                  | Qualifié              |
| 2e tour de qualification             | Lech Poznań           |
| Ligue Europa                         | Qualifiés             |
| 3e tour de qualification             | Jagiellonia Białystok |
| 2e tour de qualification             | Wisła Cracovie        |
| 1er tour de qualification            | Ruch Chorzów          |

### Joueur du mois Ekstraklasa SA et Canal +
| Mois      | Joueur                | Équipe                |
| --------- | --------------------- | --------------------- |
| Août      | Sławomir Peszko       | Lech Poznań           |
| Septembre | Kamil Grosicki        | Jagiellonia Białystok |
| Octobre   | Grzegorz Sandomierski | Jagiellonia Białystok |
| Novembre  | Ján Mucha             | Legia Varsovie        |
| Décembre  | Marcelo               | Wisła Cracovie        |
| Mars      | Ilijan Micanski       | Zagłębie Lubin        |
| Avril     | Łukasz Janoszka       | Ruch Chorzów          |

## Statistiques

### Affluences
| Club                  | Affluence moyenne  | Évolution 2009 |
| --------------------- | ------------------ | -------------- |
| Arka Gdynia           | 3 947 spectateurs  | -48,6 %        |
| GKS Bełchatów         | 3 187 spectateurs  | -3,4 %         |
| KS Cracovia           | 1 743 spectateurs  | -58,4 %        |
| Korona Kielce         | 10 182 spectateurs | +23,6 %        |
| Jagiellonia Białystok | 5 148 spectateurs  | -31,8 %        |
| Lech Poznań           | 7 727 spectateurs  | -52,6 %        |
| Lechia Gdańsk         | 8 748 spectateurs  | -4,2 %         |
| Legia Varsovie        | 3 233 spectateurs  | -45,0 %        |
| Odra Wodzisław Śląski | 3 871 spectateurs  | -1,0 %         |
| Piast Gliwice         | 2 967 spectateurs  | -2,2 %         |
| Polonia Bytom         | 5 047 spectateurs  | -1,7 %         |
| Polonia Varsovie      | 2 993 spectateurs  | -7,3 %         |
| Ruch Chorzów          | 8 153 spectateurs  | -8,6 %         |
| Śląsk Wrocław         | 6 107 spectateurs  | -17,8 %        |
| Wisła Cracovie        | 2 940 spectateurs  | -76,4 %        |
| Zagłębie Lubin        | 7 962 spectateurs  | +45,5 %        |
| Total                 | 5 247 spectateurs  | -28,6 %        |

| #                    | Joueur               | Équipe                | Buts |
| -------------------- | -------------------- | --------------------- | ---- |
| 1                    | Robert Lewandowski   | Lech Poznań           | 18   |
| 2                    | Ilijan Micanski      | Zagłębie Lubin        | 14   |
| 3                    | Tomasz Frankowski    | Jagiellonia Białystok | 11   |
| 4                    | Paweł Brożek         | Wisła Cracovie        | 10   |
| 4                    | Artur Sobiech        | Ruch Chorzów          | 10   |
| 6                    | Dawid Nowak          | GKS Bełchatów         | 9    |
| 6                    | Vuk Sotirović        | Śląsk Wrocław         | 9    |
| 8                    | 3 joueurs            | 3 joueurs             | 8    |
| 11                   | 3 joueurs            | 3 joueurs             | 7    |
| 14                   | 10 joueurs           | 10 joueurs            | 6    |
| 24                   | 9 joueurs            | 9 joueurs             | 5    |
| 33                   | 11 joueurs           | 11 joueurs            | 4    |
| 44                   | 22 joueurs           | 22 joueurs            | 3    |
| 66                   | 50 joueurs           | 50 joueurs            | 2    |
| 116                  | 72 joueurs           | 72 joueurs            | 1    |
| Buts contre son camp | Buts contre son camp | Buts contre son camp  | 19   |
| Total :              | Total :              | Total :               | 532  |
| Moyenne par match :  | Moyenne par match :  | Moyenne par match :   | 2,22 |

| #                   | Joueur              | Équipe              | Passes |
| ------------------- | ------------------- | ------------------- | ------ |
| 1                   | Paweł Brożek        | Wisła Cracovie      | 10     |
| 1                   | Maciej Iwański      | Legia Varsovie      | 10     |
| 1                   | Sebastian Mila      | Śląsk Wrocław       | 10     |
| 1                   | Sławomir Peszko     | Lech Poznań         | 10     |
| 5                   | Edi Andradina       | Korona Kielce       | 9      |
| 5                   | Wojciech Grzyb      | Ruch Chorzów        | 9      |
| 5                   | Patryk Małecki      | Wisła Cracovie      | 9      |
| 8                   | Marek Bažík (en)    | Polonia Bytom       | 8      |
| 9                   | Semir Štilić        | Lech Poznań         | 7      |
| 10                  | Adrian Mierzejewski | Polonia Varsovie    | 6      |
| 11                  | Artur Sobiech       | Ruch Chorzów        | 5      |
| 11                  | 7 joueurs           |                     | 5      |
| 18                  | 10 joueurs          | 10 joueurs          | 4      |
| 28                  | 17 joueurs          | 17 joueurs          | 3      |
| 45                  | 31 joueurs          | 31 joueurs          | 2      |
| 76                  | 83 joueurs          | 83 joueurs          | 1      |
| Total :             | Total :             | Total :             | 359    |
| Moyenne par match : | Moyenne par match : | Moyenne par match : | 1,50   |

### Classement dufair-play
Chaque carton jaune coûte un point au club, et deux points pour un rouge.
| Rang      | Club                  | Cartons jaunes | Cartons rouges | Total de points |
| --------- | --------------------- | -------------- | -------------- | --------------- |
| 1         | Polonia Bytom         | 42             | 0              | 42              |
| 2         | Polonia Varsovie      | 41             | 2              | 45              |
| 3         | Wisła Cracovie        | 52             | 0              | 52              |
| 4         | KS Cracovia           | 54             | 1              | 56              |
| 5         | Legia Varsovie        | 53             | 2              | 57              |
| 6         | Jagiellonia Białystok | 54             | 2              | 58              |
| 7         | Zagłębie Lubin        | 48             | 5              | 58              |
| 8         | Piast Gliwice         | 59             | 1              | 61              |
| 9         | Lechia Gdańsk         | 59             | 3              | 65              |
| 10        | Ruch Chorzów          | 57             | 5              | 67              |
| 11        | Arka Gdynia           | 62             | 3              | 68              |
| 12        | Lech Poznań           | 61             | 4              | 69              |
| 13        | GKS Bełchatów         | 65             | 6              | 77              |
| 14        | Sląsk Wrocław         | 66             | 6              | 78              |
| 15        | Korona Kielce         | 70             | 7              | 84              |
| 16        | Odra Wodzisław Śląski | 78             | 7              | 92              |
| Total :   | Total :               | 921            | 54             |                 |
| Moyenne : | Moyenne :             | 3,84           | 0,23           |                 |

Source : 
- (pl) Statistiques de l'Ekstraklasa sur 90minut.pl.

### Statistiques diverses
- Buts :
  - Premier but de la saison : 72 minutes[Note 6] — Szymon Sawala pour le Polonia Bytom contre Bełchatów, le 31 juillet 2009.
  - Premier but contre son camp : 159 minutes[Note 7] — Łukasz Jasiński du Zagłębie Lubin en faveur du Wisła Cracovie, le 7 août 2009.
  - Premier pénalty : 45 minutes[Note 8] — Karol Piątek du Lechia Gdańsk contre l'Arka Gdynia, le 31 juillet 2009.
  - Premier doublé : 45 minutes[Note 8] — Karol Piątek du Lechia Gdańsk contre l'Arka Gdynia, le 31 juillet 2009.
  - Premier triplé de la saison : Adrian Paluchowski aux 32e, 48e et 62e minutes pour le Legia Varsovie face à Lubin, le 2 août 2009.
  - But le plus rapide d'un match : 58 secondes — Marcelo du Wisła Cracovie à Lubin, le 7 août 2009.
  - Dernier but de la saison : Daniel Bueno (Odra) à la 90e minute du match Wisła Cracovie – Odra Wodzisław Śląski.
  - Plus grande marge : 5 buts — Lech Poznań 5–0 Korona Kielce, le 9 août 2009.
  - Plus grand nombre de buts dans une rencontre : 8 buts — Lechia Gdansk 6–2 KS Cracovia, le 7 août 2009.
  - Plus grande victoire à domicile : Legia 4–0 Zagłębie Lubin, Korona Kielce 4–0 Polonia Varsovie, Polonia Bytom 4–0 Piast Gliwice et Śląsk Wrocław 4–0 Odra Wodzisław Śląski.
  - Plus grande victoire à l'extérieur : Korona Kielce 0–5 Lech Poznań.
- Discipline :
  - Premier carton jaune : Mate Lacić de Bełchatów — 83e minute du premier match.
  - Premier carton rouge : Mate Lacić de Bełchatów — 90e minute du premier match.
  - Joueur(s) cumulant le plus d'avertissements[19] : 11 cartons jaunes — Slawomir Peszko du Lech Poznań.
  - Joueur(s) exclu(s) le plus souvent[20] : 2 cartons rouges — Jacek Kowalczyk et Robert Kłos de l'Odra Wodzisław Śląski, Jakub Tosik du GKS Bełchatów, Marcin Budziński de l'Arka Gdynia, Piotr Celeban du Śląsk Wrocław, Rafał Grodzicki du Ruch Chorzów et Slawomir Peszko du Lech Poznań.